# Lech Ordon
Lech Ordon (sinh ngày 24 tháng 11 năm 1928 tại Poznań - mất ngày 21 tháng 10 năm 2017 tại Warsaw) là một diễn viên người Ba Lan.

## Sự nghiệp
Lech Ordon tốt nghiệp Học viện Nghệ thuật Sân khấu Quốc gia Aleksander Zelwerowicz ở Warsaw (trụ sở tại Łódź) vào năm 1948. Từ năm 1946, ông diễn xuất trên sân khấu tại Nhà hát Wojska Polskiego và Nhà hát Powszechny TUR ở Łódź. Từ năm 1949, Lech Ordon biểu diễn tại các nhà hát ở Warsaw như: Nhà hát Quốc gia (1949-1957 và 1957-1972), Nhà hát Współczesny (1952-1957), Nhà hát Ateneum (1972-1983) và Nhà hát Ba Lan (1983-1996).
Ngoài sự nghiệp diễn xuất trên sân khấu, Lech Ordon còn là gương mặt nổi tiếng trong hơn 70 bộ phim điện ảnh và phim truyền hình Ba Lan. Trong đó, ông được yêu thích với vai diễn trong các phim: Piekło i niebo (1966), Jak rozpętałem drugą wojnę światową (1969), Nie lubię poniedziałku (1971), Akademia pana Kleksa (1983), và Listy do M. (2011).
Lech Ordon vinh dự được trao tặng Huy chương Thập tự vàng (Krzyż Zasługi - 1974), Huân chương Polonia Restituta (1979) và Huy chương vàng Huy chương Công trạng về văn hóa - Gloria Artis (2008) vì những đóng góp to lớn cho nền văn hóa Ba Lan cùng những thành tựu trong sáng tạo nghệ thuật.